# ميتسوفو
ميتسوفون (Μέτσοβον) هي مدينة في إوانينا في مقاطعة كينتريكي إلادا في اليونان.